# Formule de Molien
En mathématiques, la formule de Molien donne une expression de la série génératrice des dimensions des polynômes homogènes invariants de degré donné sur une représentation linéaire d'un groupe fini G sur un espace vectoriel complexe de dimension finie. Son nom vient de Theodor Molien.
Plus précisément, la formule s'énonce de la façon suivante. Soit V une représentation complexe de dimension finie d'un groupe fini G et, pour un entier n donné, soit {\displaystyle R_{n}=\mathbb {C} [V]_{n}=\operatorname {Sym} ^{n}(V^{*})}, l'espace des fonctions polynomiales homogènes sur V de degré n (les polynômes homogènes de degré un sont exactement les formes linéaires). La série génératrice des dimensions des espaces invariants, appelée série de Molien, peut être calculée comme
{\displaystyle \sum _{n=0}^{\infty }\dim(R_{n}^{G})t^{n}={\frac {1}{\#G}}\sum _{g\in G}{\frac {1}{\det(1-tg|_{V^{*}})}}.}
Ici, {\displaystyle R_{n}^{G}} est le sous-espace de {\displaystyle R_{n}} formé des vecteurs invariants par tout élément de G. Ainsi, sa dimension est le nombre d'invariants de degré n. Si G est un groupe compact, on peut établir une formule analogue en remplaçant la somme divisée par l'ordre du groupe par une intégrale relative à la mesure de Haar.

## Démonstration
Soient G un groupe fini, on note {\displaystyle \chi _{1},\dots ,\chi _{r}} ses caractères irréductibles. On fixe la représentation V et l'anneau R comme ci-dessus. Le caractère {\displaystyle \chi _{R_{n}}} de {\displaystyle R_{n}}, qui est de dimension finie, peut alors s'écrire comme :
{\displaystyle \chi _{R_{n}}=\sum _{i=1}^{r}a_{i,n}\chi _{i}},
expression dans laquelle chaque {\displaystyle a_{i,n}} est donné par le produit scalaire :
{\displaystyle a_{i,n}=\langle \chi _{R_{n}},\chi _{i}\rangle ={\frac {1}{\#G}}\sum _{g\in G}{\overline {\chi _{i}}}(g)\chi _{R_{n}}(g)={\frac {1}{\#G}}\sum _{g\in G}{\overline {\chi _{i}}}(g)\sum _{|\alpha |=n}\lambda (g)^{\alpha }}
où {\displaystyle \lambda _{1}(g),\dots ,\lambda _{m}(g)} sont les valeurs propres éventuellement répétées de {\displaystyle g:V^{*}\to V^{*}} et  {\textstyle \lambda (g)^{\alpha }=\prod _{i=1}^{m}\lambda _{i}(g)^{\alpha _{i}}}. On peut maintenant calculer la série :
{\displaystyle {\begin{aligned}\sum _{n=0}^{\infty }a_{i,n}t^{n}&={\frac {1}{\#G}}\sum _{g\in G}{\overline {\chi _{i}}}(g)\sum _{\alpha }(\lambda _{1}(g)t)^{\alpha _{1}}\cdots (\lambda _{m}(g)t)^{\alpha _{m}}\\&={\frac {1}{\#G}}\sum _{g\in G}{\overline {\chi _{i}}}(g){\frac {1}{(1-\lambda _{1}(g)t)}}\cdots {\frac {1}{(1-\lambda _{m}(g)t)}}\\&={\frac {1}{\#G}}\sum _{g\in G}{\overline {\chi _{i}}}(g){\frac {1}{\det(1-tg|V^{*})}}.\end{aligned}}}
En prenant pour {\displaystyle \chi _{i}} le caractère trivial, on obtient la formule de Molien.

## Exemple
On considère le groupe symétrique {\displaystyle S_{3}} agissant sur R3 en permutant les coordonnées. On additionne la somme sur les éléments de groupe de la façon suivante. En commençant par l’identité, on a
{\displaystyle \det {\begin{pmatrix}1-t&0&0\\0&1-t&0\\0&0&1-t\end{pmatrix}}=(1-t)^{3}}.
Les transpositions, qui permutent deux coordonnées en fixant la troisième, forment une classe de conjugaison de cardinal trois. Cela donne trois termes de la forme
{\displaystyle \det {\begin{pmatrix}1&-t&0\\-t&1&0\\0&0&1-t\end{pmatrix}}=(1-t)(1-t^{2}).}
Enfin, les permutations cycliques forment une dernière classe de conjugaison, d'où deux termes de la forme
{\displaystyle \det {\begin{pmatrix}1&-t&0\\0&1&-t\\-t&0&1\end{pmatrix}}=\left(1-t^{3}\right).}
Bien sûr, différents éléments de la même classe de conjugaison ont le même déterminant. Ainsi, la série de Molien est
{\displaystyle M(t)={\frac {1}{6}}\left({\frac {1}{(1-t)^{3}}}+{\frac {3}{(1-t)(1-t^{2})}}+{\frac {2}{1-t^{3}}}\right)={\frac {1}{(1-t)(1-t^{2})(1-t^{3})}}.}
Par ailleurs, on peut développer les séries géométriques et les multiplier pour obtenir
{\displaystyle M(t)=(1+t+t^{2}+t^{3}+\cdots )(1+t^{2}+t^{4}+\cdots )(1+t^{3}+t^{6}+\cdots )=1+t+2t^{2}+3t^{3}+4t^{4}+5t^{5}+7t^{6}+8t^{7}+10t^{8}+12t^{9}+\cdots }
Les coefficients de la série donnent le nombre de polynômes homogènes à trois variables linéairement indépendants qui sont invariants par permutation des trois variables, c'est-à-dire le nombre de polynômes symétriques indépendants à trois variables. En fait, si l’on considère les polynômes symétriques élémentaires
{\displaystyle \sigma _{1}=x+y+z},
{\displaystyle \sigma _{2}=xy+xz+yz},
{\displaystyle \sigma _{3}=xyz},
on voit par exemple qu'en degré 5 il y a une base constituée de {\displaystyle \sigma _{3}\sigma _{2}}, {\displaystyle \sigma _{3}\sigma _{1}^{2}}, {\displaystyle \sigma _{2}^{2}\sigma _{1}}, {\displaystyle \sigma _{1}^{3}\sigma _{2}}, et {\displaystyle \sigma _{1}^{5}}.
(En fait, si l'on multiplie les séries à la main, on peut constater que le terme de degré {\displaystyle k} vient des combinaisons de {\displaystyle t}, {\displaystyle t^{2}}, et {\displaystyle t^{3}} correspondant exactement aux combinaisons de {\displaystyle \sigma _{1}}, {\displaystyle \sigma _{2}}, et {\displaystyle \sigma _{3}}, ou encore aux partitions de {\displaystyle k} ayant pour seules parts {\displaystyle 1}, {\displaystyle 2} et {\displaystyle 3}. (Voir aussi les articles Partition d'un entier et Théorie des représentations du groupe symétrique.)